# Leila Lassouani
Leila Françoir Lassouani (sinh ngày 29 tháng 7 năm 1977 tại Pháp ) là một vận động viên cử tạ người Algérie. Năm 2006, cô được tạp chí Algeria bình chọn là vận động viên thể thao giỏi nhất Algeria cùng với vận động viên bơi lội Salim Iles.
Tại Giải vô địch cử tạ châu Phi 2008, cô đã giành huy chương vàng ở hạng cân 63 kg, với tổng số 205 kg.
Cô là vận động viên cử tạ duy nhất của Algeria đủ điều kiện để thi đấu tại Thế vận hội Olympic Bắc Kinh 2008. Trong giải đấu Olympic, cô đã không hoàn thành do những nỗ lực thất bại trong cử đẩy.

## Các kết quả
- Thế vận hội Sydney 2000

58 kg nữ: về đích thứ 14
- Thế vận hội Athens 2004

63 kg nữ: về đích thứ 7